# Universidad Vytautas Magnus

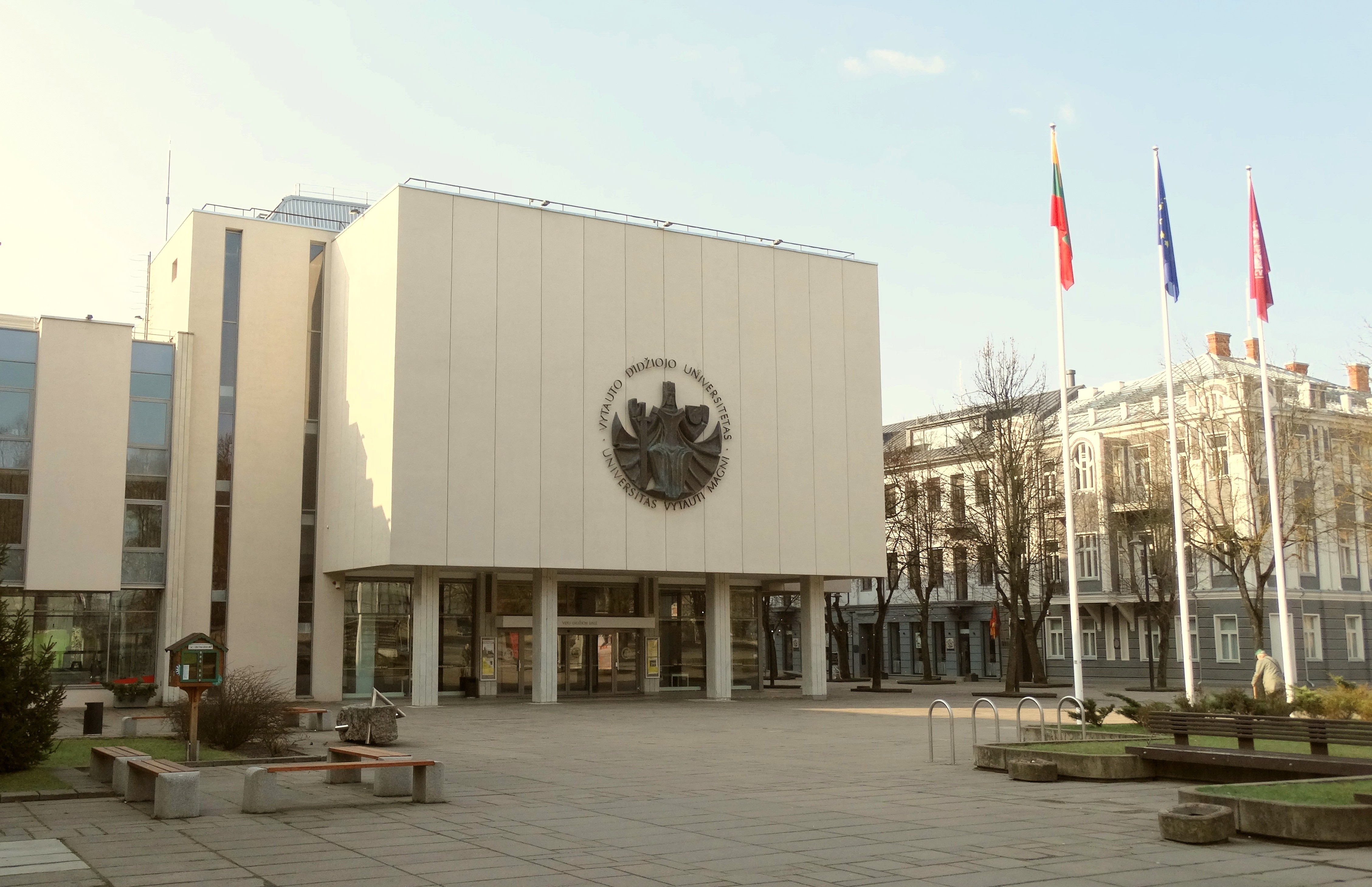
Universidad Vytautas Magnus.

La Universidad Vytautas Magnus (en lituano: Vytauto Didžiojo universitetas) es una universidad lituana situada en Kaunas. Se pueden cursar estudios tales como: ciencias políticas, economía, historia, teología, periodismo y ciencias de la información, historia, historia del arte, filología, ciencias sociales, derecho, ciencias naturales, informática, y trabajo social entre otros estudios.
El nombre de la universidad proviene del Gran Duque Vitautas el Grande, héroe nacional que enfrentó a la Orden Teutónica en la batalla de Grunwald.
Esta universidad está dentro de diversos programas internacionales, tales como Sócrates y Erasmus.

## Sitios de interés
- Jardín Botánico de la Universidad Vytautas Magnus, jardín botánico de la universidad